# University of Notre Dame Australia
University of Notre Dame Australia je soukromá katolická univerzita v Západní Austrálii v přístavním městě Fremantle. Její kampusy sídlí ve Fremantle, Broome a Sydney. Parlament odsouhlasil její založení v roce 1989, arcidiecéze Perth ji podle kanonického práva formálně ustavila v roce 1991, první studenti na ní zahájili studium v roce 1992. Jde o malou, ale velmi rychle rostoucí univerzitu (v roce 2006 měla 5000 studentů), která úzce spolupracuje s University of Notre Dame v Indianě.